# Долабелла, Томмазо
Томмазо Долабелла (итал. Tommaso Dolabella; 1570, Беллуно — 17 января 1650, Краков) — итальянский венецианский живописец эпохи барокко, работавший в Польше.

## Биография
Долабелла был учеником венецианского мастера греческого происхождения Антонио Вассилакки и помогал ему декорировать венецианский Дворец дожей.
Прибыл в Польшу в 1600 году и стал придворным художником польских королей из династии Ваза: Сигизмунда III, Владислава IV и Яна II Казимира.

## Творчество
Создавал картины религиозного содержания по заказу краковских монастырей и Вавельского кафедрального собора. Также написал множество портретов. Картины, предназначавшиеся для Вавельского дворца, исчезли.
Сохранились картина «Битва под Лепанто» и картины в краковских костёлах.
Долабелла принёс в Польшу стиль позднего венецианского ренессанса Паоло Веронезе и Якопо Тинторетто. Оказал значительное влияние на польскую живопись. Распространённую до тех пор живопись темперой по дереву он заменил на живопись масляными красками на полотне.

## Галерея

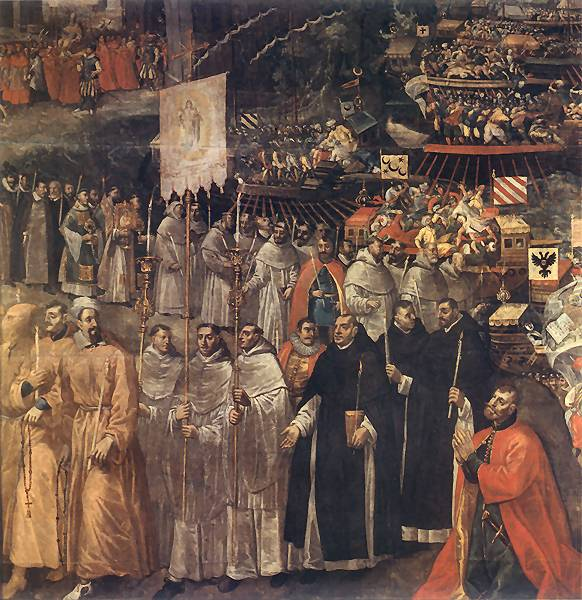
«Битва под Лепанто», Фрагмент
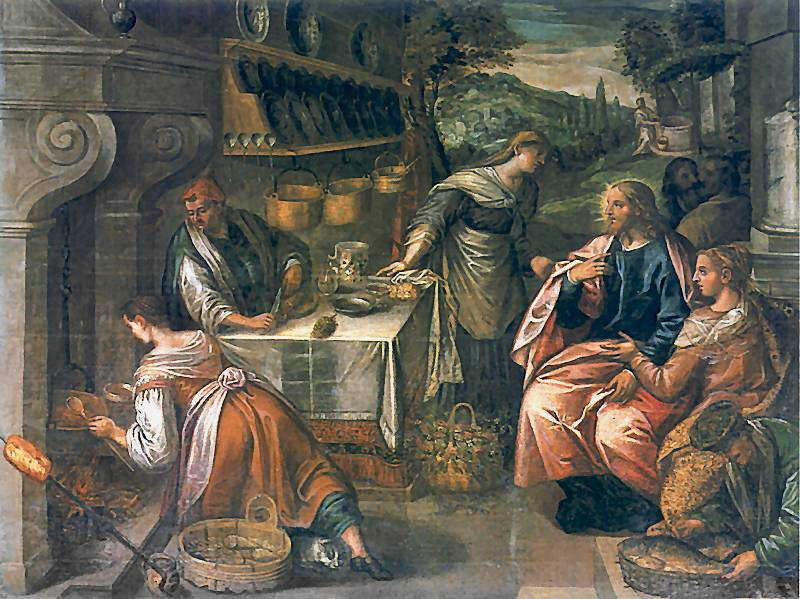
«Христос у Марии и Марфы»
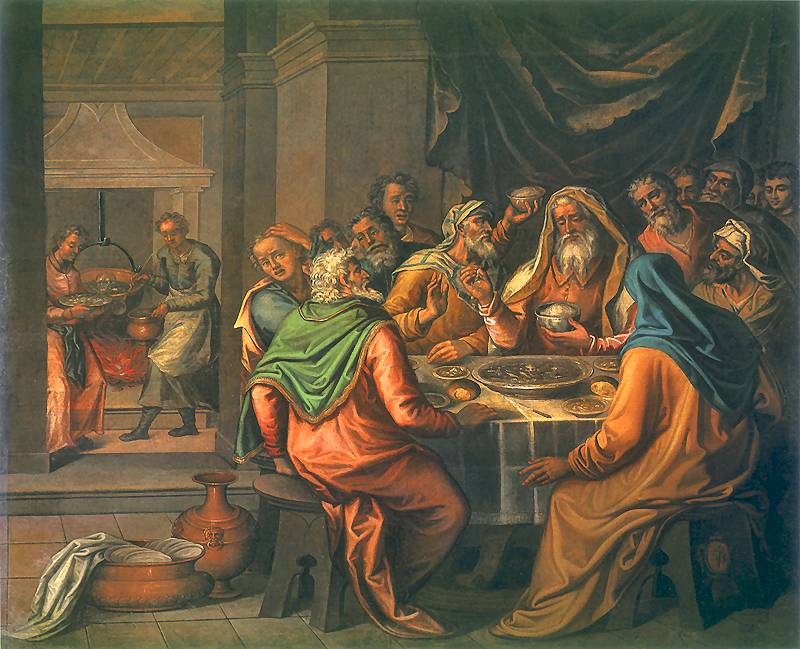
Авраам
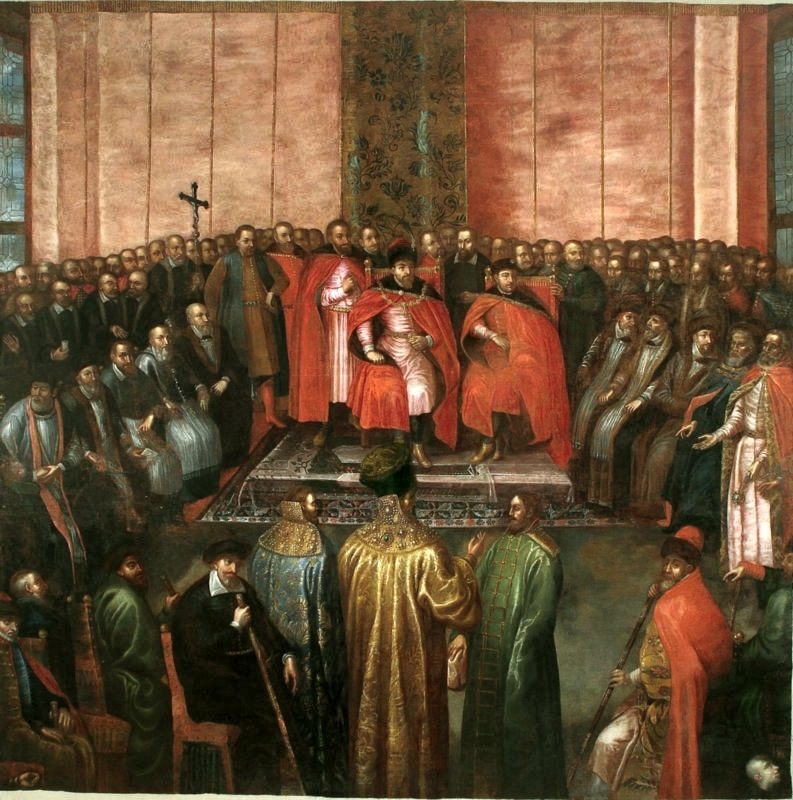
Присяга Шуйских
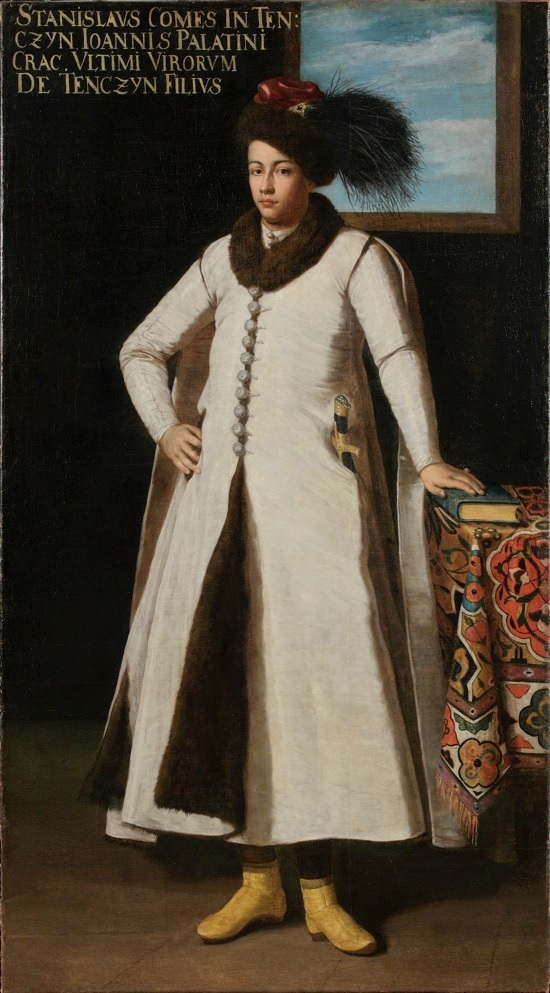
Портрет Станислава Тенчинского